# Antonio Bagnoli
Antonio Bagnoli (Cortenuova, 25 februari 1902 - 24 december 1997) was een Italiaans geestelijke en bisschop van de Rooms-Katholieke Kerk.
Bagnoli werd op 25 juli 1925 priester gewijd. Op 7 oktober 1943 benoemde paus Pius XII hem tot bisschop van Volterra. Hij ontving zijn bisschopswijding uit handen van kardinaal Elia Dalla Costa, aartsbisschop van Florence. Hij zou tot 1954 in Volterra blijven toen dezelfde paus hem benoemde tot bisschop van Fiesole. Meer dan twintig jaar zou hij dit bisdom leiden. Hij kreeg in 1977 op grond van zijn leeftijd ontslag van paus Paulus VI.